# إلمر وايت
إلمر وايت (بالإنجليزية: Elmer White)‏ هو لاعب كرة قاعدة أمريكي، ولد في 7 ديسمبر 1849 في كاتون في الولايات المتحدة، وتوفي في 17 مارس 1872 في Scio, New York ‏ في الولايات المتحدة.

## وصلات خارجية
- إلمر وايت على موقعبيزبول رفرنس.كوم (الدوري الرئيسي) (الإنجليزية)